# Angiolo Badaloni

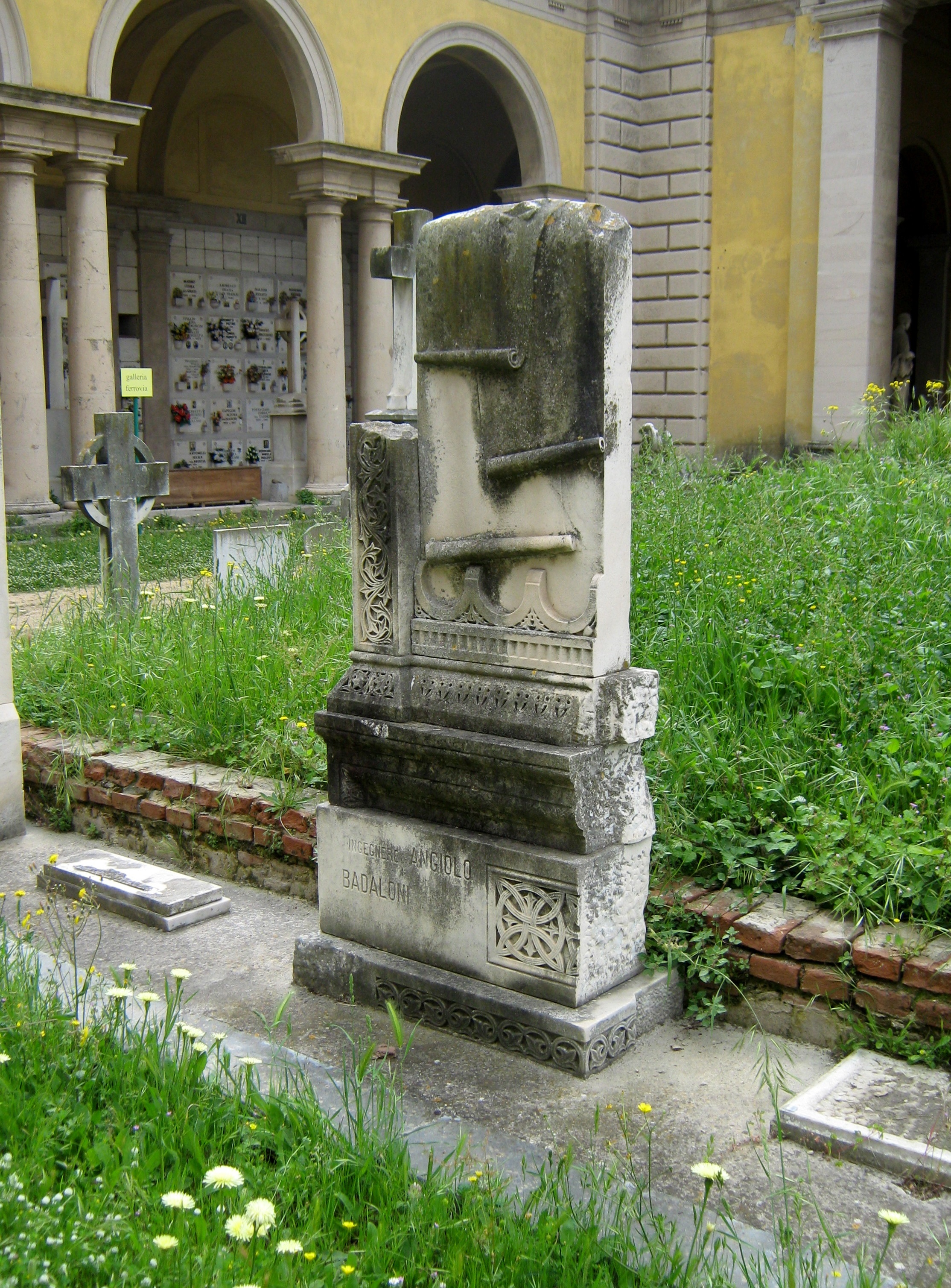
Resti del monumento funebre dell'ing. Angiolo Badaloni, presso il cimitero comunale di Livorno

Angiolo Badaloni (Recanati, 1849 – 27 luglio 1920) è stato un architetto e ingegnere italiano.

## Biografia
Di origini marchigiane, dopo aver vinto il concorso come primo ingegnere dell'Ufficio delle Arti si trasferì a Livorno, città in cui trascorse buona parte della sua vita e dove progettò e diresse la costruzione di alcuni importanti edifici cittadini, sia pubblici che privati: intorno agli anni ottanta del XIX secolo seguì la costruzione dell'Accademia Navale (progettata però da Luigi Pestalozza) e successivamente costruì le scuole elementari "Micheli" (1889, rialzata poi di un ulteriore piano) e "Antonio Benci" (1893), quest'ultima ricavata nell'area della piazza Poerio.
Il matrimonio con Argentina Gambaro sancì un sodalizio con la ditta di lavorazione del ferro dei fratelli Gambaro, che si rifletterà in diversi suoi progetti.
Tra la fine dell'Ottocento e l'inizio del Novecento realizzò le sue opere principali, derivate essenzialmente da impianti tradizionali, ma aggiornate in alcuni dettagli e nell'apparato ornamentale alle tematiche di stampo liberty: tra il 1889 e il 1894 innalzò il grande Mercato delle vettovaglie, in cui si riflettono i temi dell'architettura del ferro e del vetro, nel biennio 1903-1905 edificò lo Stabilimento termale Acque della Salute, dove applicò alcuni innovativi elementi in calcestruzzo armato, mentre nel 1907 inaugurò l'Albergo Corallo, annesso proprio alla citata struttura termale e già dotato all'epoca di ascensori elettrici.
Si occupò anche dell'ubicazione della nuova stazione ferroviaria, per la quale prevalse la sua ipotesi di costruirla al termine del Viale degli Acquedotti al fine di non ostacolare col fascio di binari lo sviluppo della città, e al contempo studiò il piano urbanistico per il vicino quartiere di case popolari, oggi noto come quartiere della Stazione.
Alla sua morte fu sepolto nel cimitero comunale dei Lupi; la sua tomba è ornata con tre cartigli in cui erano rappresentati alcuni dei suoi progetti architettonici, oggi scomparsi a causa dell'erosione.

## Galleria d'immagini

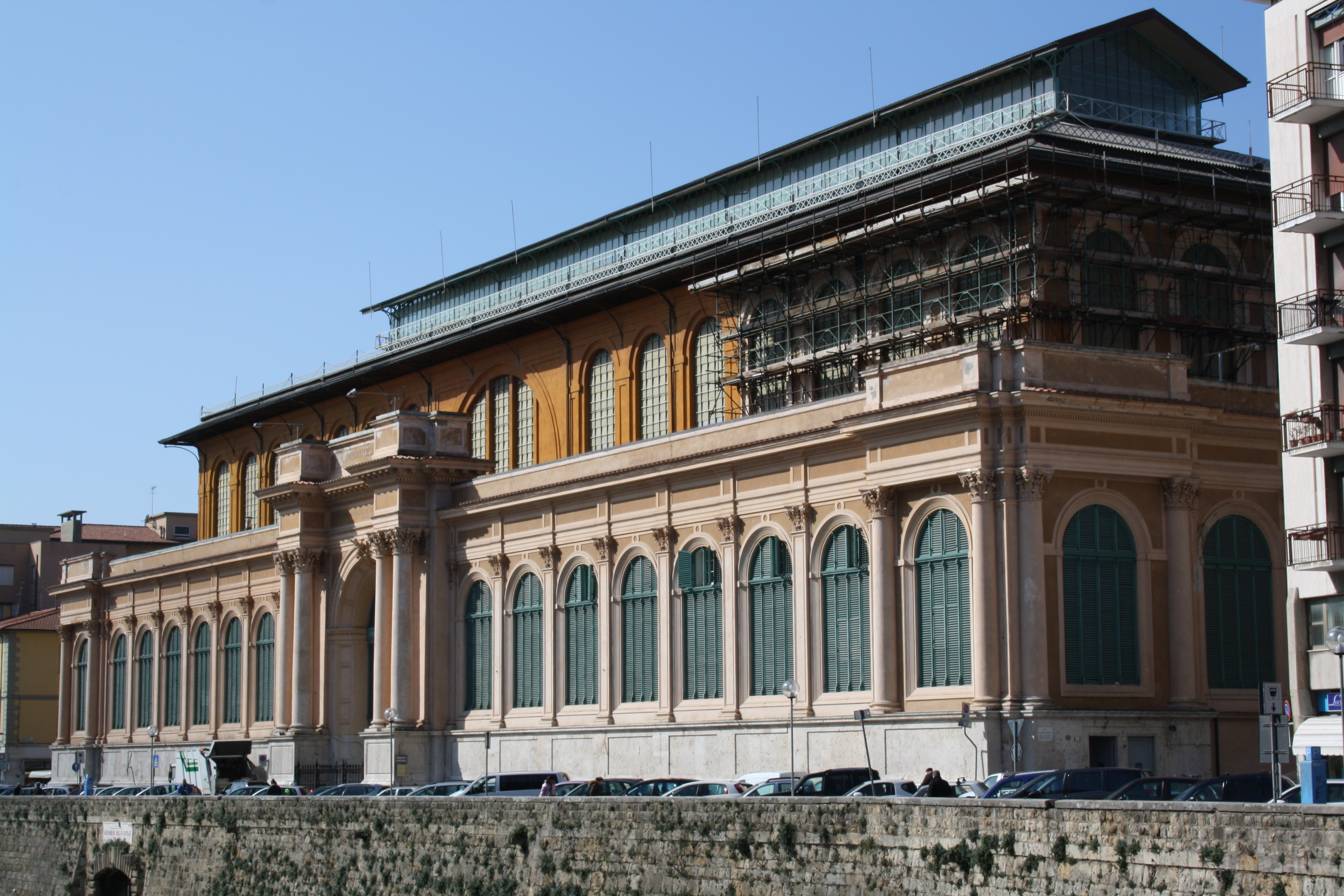
Mercato Centrale, Livorno
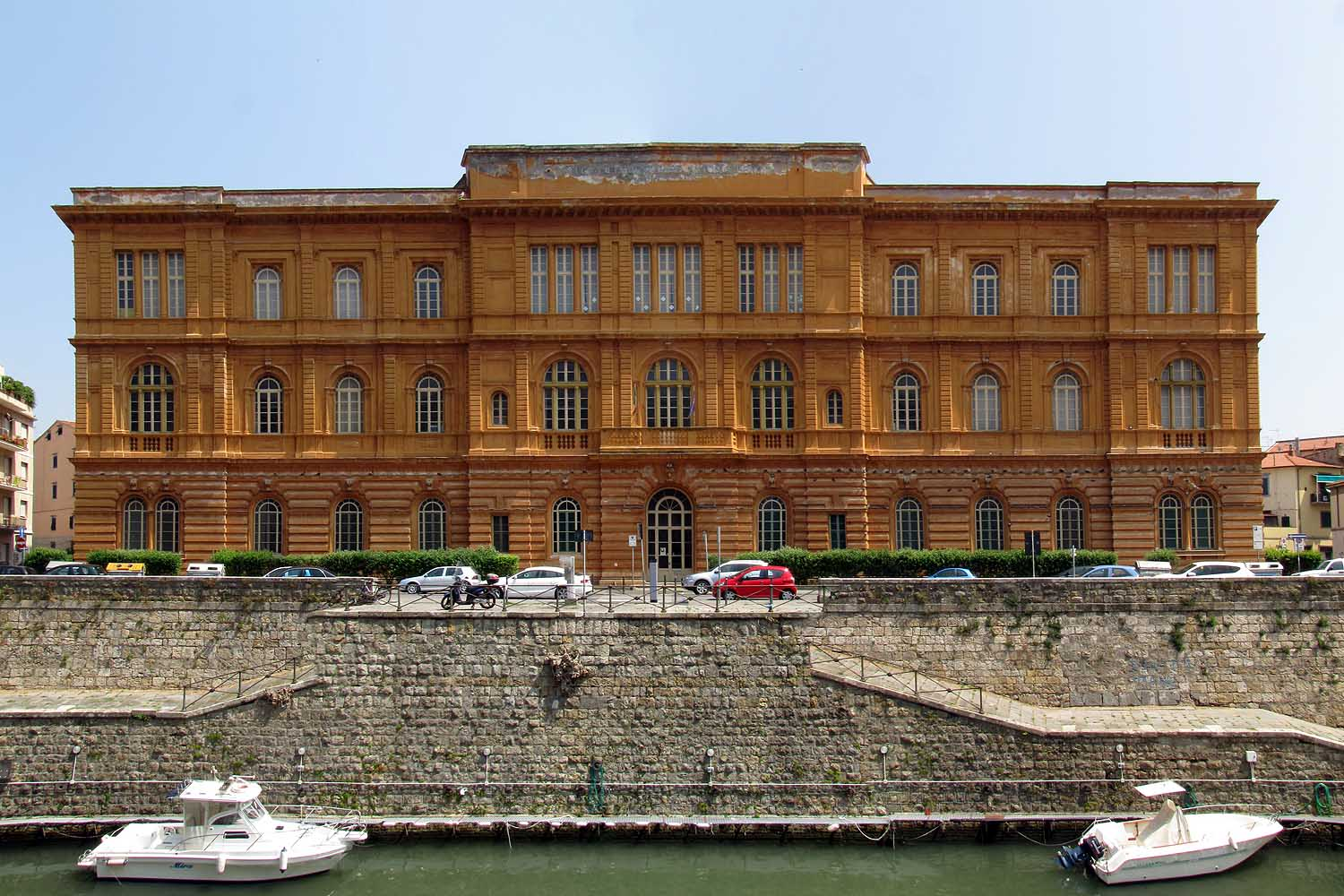
Scuole Benci, Livorno
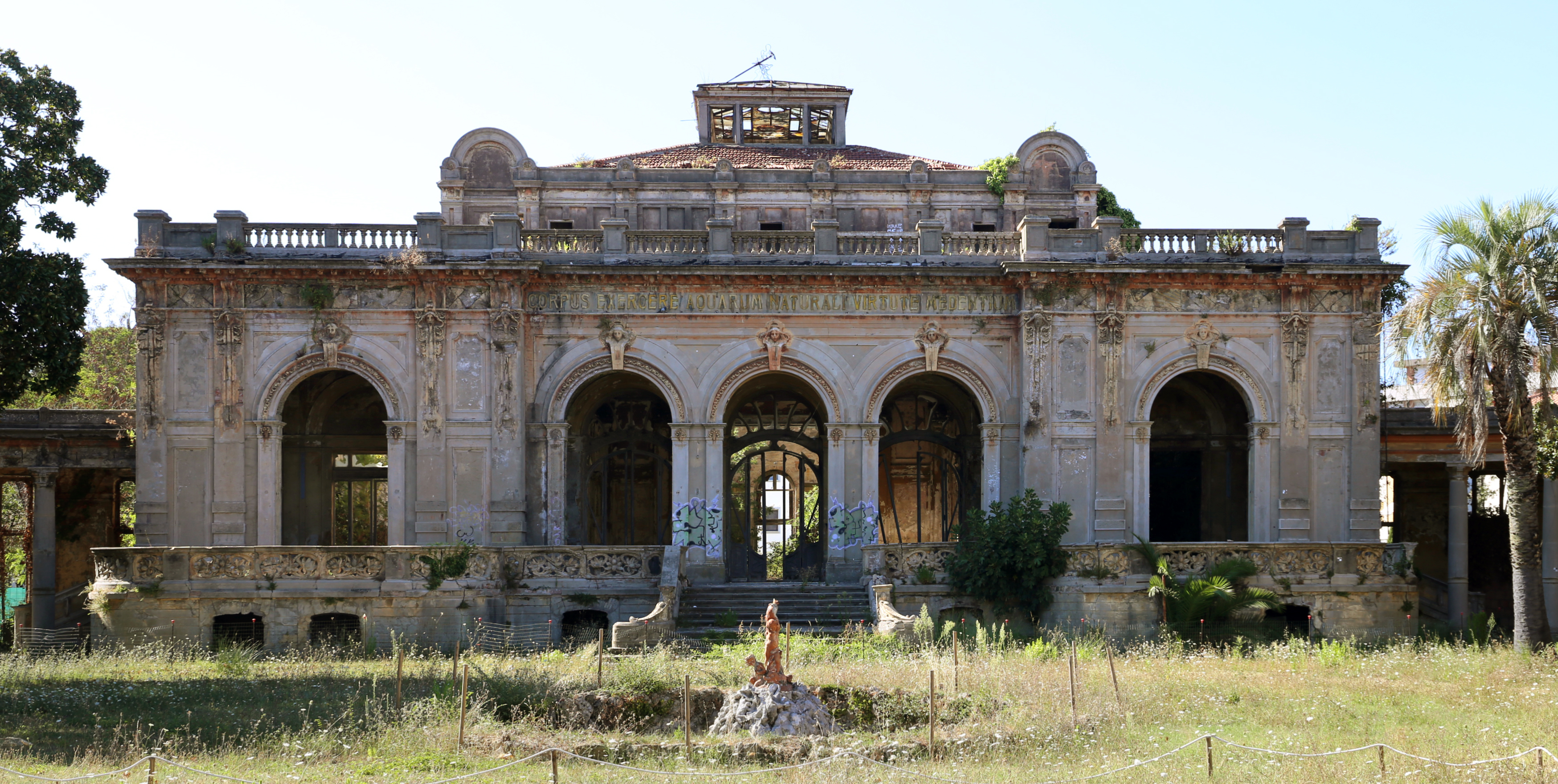
Acque della Salute, Livorno